# Hanzō Hattori

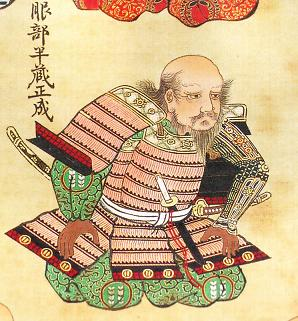
Hanzō Hattori, obrazek z XVII wieku

Hanzō Hattori (jap. 服部 半蔵 Hattori Hanzō; ur. 1542, zm. 23 grudnia 1596), znany również pod imieniem Masanari lub Masashige (jap. 正成) – syn samuraja Yasunagi Hattori (jap. 服部 保長 Hattori Yasunaga), głowa klanu Hattori z prowincji Iga, regionu Japonii znanego z wojowników ninja. To, czy Hanzō sam był trenowany na ninja, nie jest potwierdzone, jednakże w mangach i opowieściach japońskich powszechnie przedstawiany jest jako ninja. Urodzony wasal-samuraj klanu Matsudaira (później Tokugawa), Hanzō, który przybrał imię Oni no Hanzō (jap. 鬼半蔵 Diabeł Hanzo). Przejawiał zaciekłość w walce, służył lojalnie Ieyasu Tokugawie.

## W popkulturze
W filmach Quentina Tarantino z cyklu Kill Bill Japończyk z Okinawy, o tym samym imieniu i nazwisku, jest kowalem wykuwającym legendarne miecze.
W mandze i anime Gintama przedstawiony jest jako ninja z grzywką opadającą na oczy, który boryka się z problemem hemoroidów.
W grze Wiedźmin 3: Dziki Gon występuje postać arcymistrza kowalstwa o imieniu Hattori.
W serii gier Samurai Shodown pojawia się wojownik nazwany jego imieniem.